# 中島晶子
中島 晶子（なかじま しょうこ、1950年 - ）は、日本の小説家、児童文学作家。

## 経歴・人物
鹿児島県生まれ。父が炭坑従事者で、小学生時代を筑豊炭田・貝島炭礦の炭鉱住宅で過ごす。東京都立第二商業高等学校を卒業する。1970年、サンケイ広告に入社する。1971年、結婚のため同社を退職。二児を儲ける。1981年、離婚。フリーのPOPライターとして、ポスターや看板などを在宅で製作する。1986年、鹿児島へ移住する。大手小売業チェーン店舗のPOPライターとして勤務する。2007年、「牧場犬になったマヤ」で第10回「わんマン賞」グランプリを受賞する。2008年、同作で第55回産経児童出版文化賞（フジテレビ賞）を受賞する。2009年、「ムッシュを救え!」が第25回ニッサン童話と絵本のグランプリ（童話の部）で佳作に選ばれる。2010年、「故郷の証明」で第12回小諸・藤村文学賞の優秀賞を受賞する。同年、「タヌキの来る家」で第22回日本動物児童文学賞の大賞を受賞する。2013年、退職する。2015年、「筑豊ララバイ」で第2回エネルギーフォーラム小説賞の大賞を受賞する。地域のボランティアをする傍ら文筆活動をしている。

## 作品リスト
- 『牧場犬になったマヤ』（ハート出版） 2007年7月
- 『希望の轍 トラ☆カムバック』（文芸社） 2014年7月
- 『筑豊ララバイ』（エネルギーフォーラム） 2016年3月